# Køkkenmødding von Åmølle
Der Køkkenmødding von Åmølle ist ein vorzeitlicher Abfallhaufen aus Speiseresten (Køkkenmødding), hauptsächlich Austernschalen. Er liegt am Südufer des Mariagerfjordes, etwa zwei Kilometer südlich von Hadsund im dänischen Jütland.
Køkkenmøddinger finden sich in vielen Teilen Europas und der übrigen Welt an Küsten, die ufernah gute Bedingungen für das Vorkommen von Meeresfrüchten schufen. Die Abfallhaufen sind klein, wenn sie nur kurze Zeit benutzt wurden, oder von beträchtlicher Größe, wenn sie jahrhundertelang benutzt wurden. Soweit bekannt, lebten die Menschen nicht auf ihnen, aber saisonal direkt neben ihnen.
Zugänglich sind die frühzeitlichen Deponien nur dort, wo durch Landhebungen der Meeresspiegel nicht über die ursprüngliche Küstenlinie gestiegen ist. Das nordöstliche Dänemark hat sich durch das Abschmelzen der skandinavischen Gletscher seit dem Ende der Eiszeit gehoben, am Fundort Åmølle um vier bis fünf Meter. Zwischenzeitlich bedeckte das Meer im Fjordbereich einen größeren Bereich als heute. Ein Nebenarm des Mariagerfjordes verlief von Åmølle aus, im heutigen Flussbett der Kastbjerg Å in Richtung Süden, etwa bis Edderup und bildete in Richtung Osten eine Bucht, die bei Trudsholm endete.
Die Muschelhaufen sind entlang der alten Küstenlinie des Mariagerfjords verbreitet und entstammen primär der mesolithischen Ertebølle-Kultur. Der ausgegrabene Køkkenmødding von Åmølle liegt an der Ostseite des Kastbjergtales. Die Trasse der 1969 stillgelegten Bahnstrecke Randers–Hadsund verläuft über den Abfallhaufen, der heute oberflächig nicht erkennbar ist. Ein Bereich von 65 × 10 m und 1,2 m Tiefe wurde 1893 als einer der ersten ausgegraben. Der Køkkenmødding besteht aus mehreren Haufen und enthielt hauptsächlich Austernschalen, aber auch Schalen der Miesmuschel, von Meeresschnecken und Nüssen. Pro Kubikmeter wurden 10.800 Schalenstücke ermittelt.
Gefunden wurden auch Geweihstangen, einige Herde, spitzbodige dickwandige Keramik und Schleifsteine sowie Äxte, Schaber, Bohrer und Messer aus Feuerstein. Die meisten Werkzeuge entstammen der Ertebølle-Kultur, aber es wurden auch Werkzeuge aus der Jungsteinzeit gefunden. Ein gut erhaltenes, 180 cm langes Skelett stammt möglicherweise aus dieser Zeit, während zwei oder drei, nahe der Oberfläche liegende Skelette, wahrscheinlich später begraben wurden. Die Funde der Køkkenmøddinger bei Mariager sind im Museum von Mariager ausgestellt.
Bekannte Køkkenmøddinger auf der Südseite des Fjords ist der Køkkenmødding Marcilleborg weiter westlich; auf der ehemaligen Insel Havnø östlich von Hadsund, heute Teil des Fjord-Nordufers, liegt ein 100 m × 25 m großer Køkkenmødding; der in Visborg wurde Ende der 1990er Jahre ausgegraben.